# Anadara similis
Anadara similis – gatunek morskiego, osiadłego małża z rodziny arkowatych (Arcidae).
Muszla o wymiarach: długość 5,0 cm, wysokość 3,2 cm, średnica 3,0 cm. Muszla biała, periostrakum brązowo-oliwkowe. Odżywia się planktonem. Żyje na głębokości do 24 metrów.
Występuje od Nikaragui po Ekwador.